# Lizardo Estrada Herrera
Lizardo Estrada Herrera O.S.A. (nascido em 23 de setembro de 1973 na província de Cotabambas, Peru) é um religioso católico romano peruano nomeado bispo auxiliar em Cuzco .

## Vida
Lizardo Estrada Herrera estudou filosofia e teologia nos seminários do Diocese Abancay e a Arquidiocese de Trujillo. Durante os estudos, ingressou na ordem agostiniana e emitiu sua primeira profissão em 16 de maio de 1998. Emitiu a profissão perpétua em 27 de maio de 2001. De 2001 a 2003 estudou na Pontifícia Academia Alfonsiana de Roma, onde se formou em Teologia Moral. Em 7 de agosto de 2005, ele recebeu o sacramento da ordenação. 
Após a ordenação, ele estudou pedagogia no Instituto Johannes Paul II em Trujillo de 2006 a 2007 e, após estudos adicionais, obteve a licenciatura em Ciências da Educação pela Universidade Católica de Trujillo em 2009. Em seguida, ele estudou até 2012 na Pontifícia Universidade Bolivariana de Medellín na Colômbia, onde se especializou em teologia pastoral o doutorado foi. 
Além de várias tarefas pastorais e de formação sacerdotal, foi Vigário Episcopal para a Vida Consagrada na Arquidiocese de Trujillo até a sua nomeação como Bispo auxiliar. 
Em 9 de janeiro de 2021 o Papa Francisco o nomeou o bispo titular de Ausuccura e Bispo Auxiliar de Cuzco.